# Idserdaburen
Idserdaburen, en frison Idserdabuorren, est un hameau situé dans la commune néerlandaise de Súdwest Fryslân, dans la province de la Frise.